# Sandve
Sandve este o localitate din comuna Karmøy, provincia Rogaland, Norvegia, cu o suprafață de 0,33 km² și o populație de 316 locuitori (2013).